# Карімуї-Номане
6°29′38″ пд. ш. 144°49′08″ сх. д. / 6.494° пд. ш. 144.819° сх. д.
Карімуї-Номане — округ в провінції Сімбу в Папуа-Новій Гвінеї. Адміністративний центр — поселення Карімуї. Населення згідно з переписом 2011 року становило 52 159 осіб.

## Адміністративний поділ
Карімуї-Номане складається з трьох сільських округів: Карімуї, Номане і Салт.